# Corriente del Cabo de Hornos

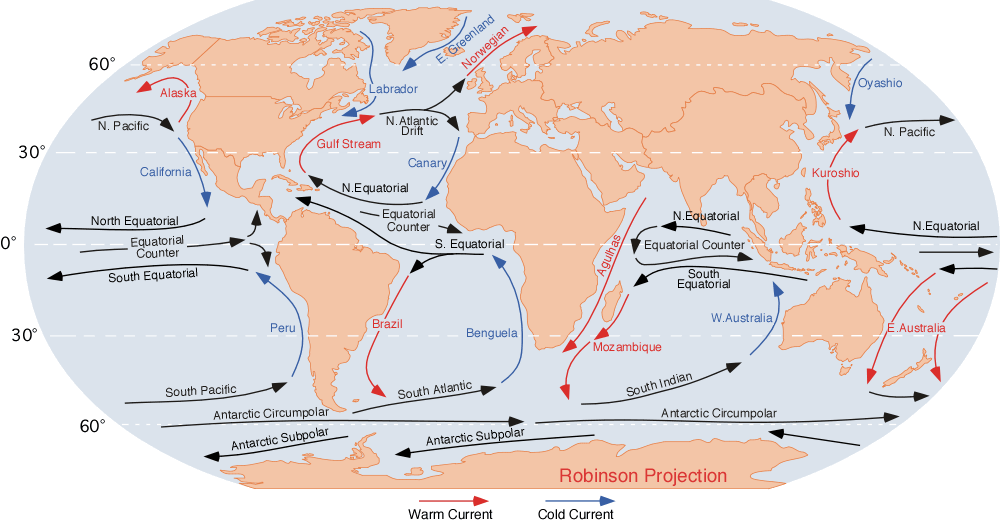
Imagen que detalla el flujo de las corrientes oceánicas.

La corriente del cabo de Hornos es una corriente marina de agua fría que procede del mar Antártico fluye desde el oeste hacia el este alrededor del cabo de Hornos pasando del océano Atlántico al Pacífico. La temperatura del agua de esta corriente es más elevada que la de las aguas del océano que las rodea. Esta corriente está causada por la intensificación de la deriva del Viento del Oeste conforme rodea el cabo.